# Ludwig Aegidi
Ludwig Karl James Aegidi (eller Ägidi), född den 10 april 1825 i Tilsit, död den 20 november 1901 i Berlin, var en tysk rättslärd och politiker.
Aegidi blev 1853 privatdocent i Göttingen, 1857 extra ordinarie professor i Erlangen, 1859 gymnasialprofessor i Hamburg, 1868 universitetsprofessor i Bonn, 1871–1877 anställd i utrikesministeriet i Berlin, därefter honorarprofessor. Som politiker tillhörde Aegidi det frikonservativa partiet. Han skrev ett inte ringa antal broschyrer, bland annat som litterär pennfäktare för ministären Hohenzollern-Auerswald åtskilliga mot Österrike riktade småskrifter, således: Preussen und der Friede von Villafranca (1859), den anonyma Suum cuique, Denkschrift über Preussen (samma år) med flera. Av hans övriga skrifter kan nämnas Der Fürsten-Rat nach dem lüneviller Frieden (1853), Die Schluss-Acte der wiener Ministerial-Conferenzen zur Ausbildung und Befestigung des deutschen Bundes. Urkunden, Geschichte und Commentar (1860), Aus dem Jahr 1819. Beitrag zur deutschen Geschichte (andra upplagan, 1861), Aus der Vorzeit des Zollvereins (1865) och Woher und Wohin? (fjärde upplagan, 1866). Med Alfred Klauhold utgav Aegidi Frei Schiff unter Feindes Flagge – urkundliche Darstellung der Bestrebungen zur Fortbildung des Seerechts  (1866) och Das Staatsarchiv. Sammlung der officiellen Actenstücke zur Geschichte der Gegenwart, I–XXI (1861–1871), som fortsattes av Hugo von Kremer-Auenrode, från 1881 av Hans Delbrück.